# Tamerlane and Other Poems
"Tamerlane and other Poems" foi a primeira coleção de poemas reunida em um livro escrito por Edgar Allan Poe e publicado em julho de 1827. Em sua primeira edição somente cinquenta cópias foram produzidas. Na música "I Am the Walrus" (The Beatles) ele é bem citado, e na época o autor estava com 19 anos.